# احمدلی، بیلقان
احمدلی (به ترکی آذربایجانی: Əhmadli) یک منطقه مسکونی در جمهوری آذربایجان است که در شهرستان بیلقان واقع شده است. احمدلی ۱۳۴۸ نفر جمعیت دارد.